# انتخابات مجلس الأمن التابع للأمم المتحدة 2008
أُجريت انتخابات مجلس الأمن التابع للأمم المتحدة لعام 2008 في 17 أكتوبر 2008 خلال الدورة الثالثة والستين للجمعية العامة للأمم المتحدة، التي عقدت في مقر الأمم المتحدة في مدينة نيويورك. انتخبت الجمعية أوغندا واليابان والمكسيك وتركيا والنمسا أعضاءً غير دائمين في مجلس الأمن التابع للأمم المتحدة لمدة عامين تبدأ في 1 يناير 2009.

## القواعد
يتألف مجلس الأمن من 15 مقعدًا، يشغلها خمسة أعضاء دائمين وعشرة أعضاء غير دائمين. وفي كل عام، يتم انتخاب نصف الأعضاء غير الدائمين لمدة عامين.   ولا يجوز للعضو الحالي أن يترشح على الفور لإعادة انتخابه. 
وفقًا للقواعد التي يتم بموجبها تناوب المقاعد العشرة غير الدائمة في مجلس الأمن بين الكتل الإقليمية المختلفة التي تقسم إليها الدول الأعضاء في الأمم المتحدة تقليديًا لأغراض التصويت والتمثيل،  يتم تخصيص المقاعد الخمسة المتاحة على النحو التالي: 
- مقعد للدول لأفريقيا (تشغله جنوب أفريقيا)
- مقعد لبلدان المجموعة الآسيوية (الآن مجموعة آسيا والمحيط الهادئ)[7] (تشغله إندونيسيا)
- مقعدان لمجموعة أوروبا الغربية ودول أخرى (يشغلهما بلجيكا وإيطاليا)
- مقعد لأمريكا اللاتينية ومنطقة البحر الكاريبي (تشغله بنما)

## النتائج
وتم التصويت بالاقتراع السري. بالنسبة لكل مجموعة جغرافية، يمكن لكل دولة عضو التصويت لصالح أكبر عدد ممكن من المرشحين الذين سيتم انتخابهم. كان هناك ما مجموعه 192 بطاقة اقتراع في كل من الانتخابات الثلاثة.

### المجموعتين الأفريقية والآسيوية
- أوغندا 181
- اليابان 158
- إيران 32
- مدغشقر 2
- ممتنعون 1

### مجموعة أمريكا اللاتينية ومنطقة البحر الكاريبي
- المكسيك 185
- البرازيل 1
- ممتنعون 6

### مجموعة أوروبا الغربية ودول أخرى
- تركيا 151
- النمسا 133
- أيسلندا 87
- أستراليا 1

وكانت كل من أيسلندا وإيران تتنافسان على مقعدين في المجلس. وكانت أيسلندا تعتبر خياراً غير متوقع بالنسبة لمجموعة أوروبا الغربية ودول أخرى، كما أن أزمتها المالية الأخيرة كانت سبباً في إلحاق المزيد من الضرر بفرصها. 
وخسرت إيران مقعدها الآسيوي لصالح اليابان. واليابان هي ثاني أكبر مساهم مالي في الأمم المتحدة ويعتقد كثيرون أنها مرشحة لشغل مقعد دائم في مجلس الأمن.  وعلى النقيض من ذلك، فرض مجلس الأمن عقوبات على إيران بسبب برنامجها النووي.

## روابط خارجية
- وثيقة الأمم المتحدة GA/10768 بيان صحفي
- مركز أخبار الأمم المتحدة